# AirTrain JFK
L'AirTrain JFK è il people mover a servizio dell'aeroporto Internazionale John F. Kennedy. È gestito dalla Bombardier Transportation per conto dell'Autorità Portuale di New York e New Jersey.
Si compone di tre linee che collegano i vari terminal aeroportuali tra di loro, con le stazioni della metropolitana di Howard Beach e Sutphin Boulevard-Archer Avenue e con la stazione Jamaica servita dai treni della Long Island Rail Road.

## Il servizio
Il people mover è attivo 7 giorni alla settimana, 24 ore su 24. Durante i giorni feriali, le frequenze variano dai 10-20 minuti delle ore di morbida ai 7 minuti delle ore di punta; durante i fine settimana la frequenza è invece di 16 minuti.
| Linea              | Percorso                 | Stazioni | Interscambi                                          |
| ------------------ | ------------------------ | -------- | ---------------------------------------------------- |
| Linea Howard Beach | Howard Beach ↔ Terminal  | 8        | Metropolitana (Linea A)                              |
| Linea Jamaica      | Jamaica ↔ Terminal       | 9        | Metropolitana (Linee E, J, Z), Long Island Rail Road |
| Linea Terminals    | Circolare tra i terminal | 6        | -                                                    |